# Pierrick Bourgeat
Pour les articles homonymes, voir Bourgeat.
Pierrick Bourgeat, né le 28 janvier 1976 à Échirolles, est un skieur alpin français. Il s'entraine aux Deux Alpes.
Victime d'une chute lors d'un entrainement à Saas-Fee en Suisse en juillet 2007, il s'est fait opérer d'une fracture en spirale du tibia et du péroné.

## Palmarès

### Jeux olympiques d'hiver
Pierrick Bourgeat a participé à trois éditions des Jeux olympiques d'hiver entre 1998 et 2006. Il y a pris quatre départs dont trois en slalom et un en combiné. Son meilleur résultat est une 8e place dans le combiné des Jeux de Turin.
| Épreuve / Édition | Nagano 1998 | Salt Lake City 2002 | Turin 2006 |
| Slalom            | 10e         | Abandon             | 11e        |
| Combiné           | -           | -                   | 8e         |

### Championnats du monde
Pierrick Bourgeat a participé à six éditions des Championnats du monde entre 1997 et 2007. Il y a pris 9 départs en individuel et a remporté une médaille de bronze dans l'épreuve par équipes à Bormio en 2005.
| Épreuve / Édition | Sestrières 1997 | Vail/Beaver Creek 1999 | Sankt Anton 2001 | Saint-Moritz 2003 | Bormio 2005 | Åre 2007 |
| Slalom            | Abandon         | Abandon                | 9e               | 17e               | Abandon     | Abandon  |
| Combiné           | -               | -                      | -                | 4e                | 8e          | Abandon  |

### Coupe du monde

#### Classements par épreuve en Coupe du monde
| Année/Classement | Année/Classement | Général | Général | Slalom | Slalom | Combiné | Combiné |
| ---------------- | ---------------- | ------- | ------- | ------ | ------ | ------- | ------- |
| Année/Classement | Année/Classement | Class.  | Points  | Class. | Points | Class.  | Points  |
| 1997             | 1997             | 67e     | 83      | 25e    | 83     | -       | -       |
| 1998             | 1998             | 42e     | 189     | 9e     | 189    | -       | -       |
| 1999             | 1999             | 18e     | 363     | 4e     | 363    | -       | -       |
| 2001             | 2001             | 19e     | 368     | 4e     | 368    | -       | -       |
| 2002             | 2002             | 50e     | 133     | 16e    | 133    | -       | -       |
| 2003             | 2003             | 40e     | 224     | 9e     | 224    | -       | -       |
| 2004             | 2004             | 30e     | 284     | 15e    | 194    | 4e      | 90      |
| 2005             | 2005             | 51e     | 141     | 21e    | 101    | 6e      | 40      |
| 2006             | 2006             | 41e     | 194     | 18e    | 126    | 11e     | 68      |
| 2007             | 2007             | 51e     | 149     | 36e    | 45     | 10e     | 104     |
| 2009             | 2009             | 147e    | 4       | -      | -      | 46e     | 4       |

#### Détail des victoires
| Saison / Épreuve | Slalom                                        | Total |
| 1999             | Park City                                     | 1     |
| 2001             | Shiga Kogen (slalom 1) Shiga Kogen (slalom 2) | 2     |
| Total            | 3                                             | 3     |

#### Performances générales
Pierrick Bourgeat a pris 124 départs en Coupe du monde. Il compte trois victoires en slalom, dont deux remportées à Shiga Kogen en 2001 et une à Park City en 1998. Il est monté six autres fois sur le podium, cinq fois en slalom et une fois en combiné. Bourgeat compte 24 places dans les dix premiers dans des épreuves de slalom et sept en combiné. En revanche, il n'a jamais marqué de points en descente et en slalom géant, tandis qu'il n'a pris aucun départ en super-G.
| Résultat  | Descente | Super-G | Slalom géant | Slalom | Combiné | Total |
| --------- | -------- | ------- | ------------ | ------ | ------- | ----- |
| 1re place | -        | -       | -            | 3      | -       | 3     |
| 2e place  | -        | -       | -            | 4      | -       | 4     |
| 3e place  | -        | -       | -            | 1      | 1       | 2     |
| Top 10    | -        | -       | -            | 24     | 7       | 31    |
| Top 30    | -        | -       | -            | 63     | 9       | 73    |
| Autres    | 10       | -       | 4            | 33     | 4       | 51    |
| Départs   | 10       | 0       | 4            | 96     | 13      | 124   |

### Championnats du monde juniors
Pierrick Bourgeat a participé à une édition des Championnats du monde juniors en 1995 à Voss en Norvège.
| Épreuve / Édition  | Descente | Slalom géant | Slalom      |
| ------------------ | -------- | ------------ | ----------- |
| Mondiaux 1995 Voss | 20e      | Abandon      | Disqualifié |

### Championnats de France
- Vice-Champion de France de Slalom en 2006 et 2007
- 3ème du Slalom en 2002